# Lucèntum
|  | Per a altres significats, vegeu «Club Bàsquet Lucentum Alacant». |

Lucèntum és el nom d'una ciutat iberoromana situada en l'actual ciutat d'Alacant, en el lloc conegut com el Tossal de Manises, al barri de l'Albufereta. Es troba en lloc privilegiat, amb una excel·lent vista sobre l'antiga albufera, el Tossal de les Basses i la badia. S'ha relacionat amb l'Acra Leuce de Diodor, i conforma un precedent per la ciutat medieval i moderna d'Alacant.

## Història
Tenim coneixement del topònim de Lucèntum tant per fonts històriques, com per fonts epigràfiques, així per la pervivència en la toponímia actual. Pel que fa a les fonts històriques, d'entrada hi ha els precedents de Diodor i de Livi, els quals parlen, respectivament, d'Acra Leuce i de Castrum Album com a campament militar i nucli urbà. Aquest segon sembla una traducció del primer, el qual podria contenir la mateixa arrel que el topònim llatí Lucentum, documentat ja en les fonts dels segles i-ii dC. Es tracta Plini el Vell, Claudi Ptolemeu i Pomponi Mela, els quals donen el nom, respectivament, de Lucentum, Λουκέντον («Lūkénton») i Lucentia. Solament parla de l'estatus jurídic Plini, qui diu que era colònia de dret llatí.
Pel que fa a l'epigrafia, el topònim apareix en dues inscripcions trobades a Alacant: una del segle ii al Tossal de Manises, on apareix sota la forma Lucentis, que hom ha considerat genitiu d'un hipotètic Lucens; i una altra dels temps de Marc Aureli i Còmmode (176-180 dC) a l'Alacant moderna, al jaciment dels Antigons, on només es llegeix Lucen[.

En canvi, la toponímia moderna contradiu aquestes formes. Segons Joan Coromines, les formes romàniques i aràbigues Alacant i Laqant no poden provenir de Lucentum, i per això proposà que el topònim llatí és una romanització d'un mot indígena, tal vegada relacionat amb el topònim grec Ἄκρα Λευκῆ, amb una forma *Leukant-, que s'hauria transmès al llarg dels segles i hauria estat adaptat primer per l'àrab i després pel català. Altres autors com Joan Carles Membrado han proposat, per exemple, un origen prellatí del topònim. Tanmateix, alguns arqueòlegs han qüestionat la relació d'Akra Leuka amb aquest jaciment.

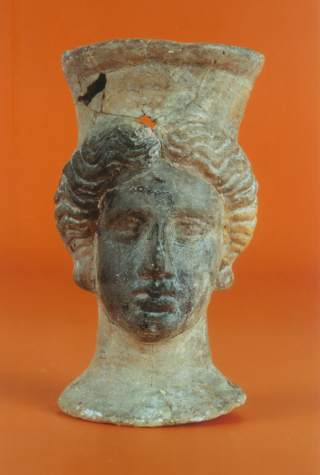
Pebeter funerari ibèric procedent de la necròpoli de Lucèntum, cortesia de [http://www.contestania.com www.contestania.com

L'antiga Lucèntum va estar situada a la zona de l'Albufereta, on l'ocupació humana fou intensa ja a partir de l'època ibèrica. Si bé al Tossal de Manises no s'han pogut localitzar restes d'un poblat anterior a la primera ocupació, a l'adjacent Tossal de les Basses s'hi localitza un poblat ibèric que data almenys del segle iv aC. Els ibers contestans mantenien estrets contactes comercials i culturals amb grecs i fenicis, i hom també els coneix contactes amb la cultura tartèssia.
Cap al darrer terç del segle iii aC és quan es documenta la primera ocupació al Tossal de Manises, amb la construcció d'una gran fortificació púnica. Inicialment predominava la funció defensiva, però pocs anys més tard es documenta la urbanització del jaciment, convertit de campament en ciutat fortificada. La nova ocupació comportà l'abandonament del poblat del Tossal de les Basses, de manera que és raonable que els ibers d'aquest poblat s'establissin en el nou assentament púnic. Aquestes dades arqueològiques es relacionen amb les fonts històriques antigues de tal manera que la fortificació del Tossal de Manises es correspon amb la conquesta bàrquida d'Ibèria cap al 230 aC; segurament aquesta fortificació es tracta d'Acra Leuce, un campament militar fundat per Hamílcar Barca durant la conquesta púnica de la zona i esmentat per Diodor de Sicília, i possiblement el mateix a què fa referència Titus Livi a propòsit de les campanyes de Magó i Hasdrúbal sota el nom de Castrum Album.
L'any 209 aC, en el context de la Segona Guerra Púnica, la fortificació fou destruïda en un enfrontament bèl·lic i incendiada. Així passà l'assentament tot el segle ii aC en estat d'abandonament, fins que fou reconstruïda el primer quart del segle i aC, durant la Guerra de Sertori, en la qual la fortificació degué tenir un paper clau a jutjar per la intensitat de la guerra al sud-oest peninsular. No obstant això, aquesta reconstrucció no comportà una programa de fundació o de reurbanització formal. La fortificació degué mantenir el seu caràcter defensiu fins a la pacificació definitiva de la zona, després de la segona guerra civil. Efectivament, cap a l'any 30-20 aC es construeix el primer fòrum de la ciutat, que marca l'origen del municipium de Lucèntum, seguit de la planificació i construcció de la resta de la ciutat, que s'allargà fins a les primeres dècades del segle i dC.
Malgrat una puixança inicial, però, la ciutat començà a mostrar els primers símptomes de decadència en temps de Vespasià, durant el regnat del qual s'abandonaren les tasques de manteniment de la claveguera del fòrum i que comportà l'abandonament de les Termes de Popili. Durant el segle ii es documenten espolis i abocaments a la zona del fòrum, signes de decadència que augmenten durant la segona meitat del segle i el començament del següent. Al llarg del segle iii es produí l'abandonament definitiu de la ciutat i la desaparició del municipium de Lucèntum en sentit jurídic, el territori del qual segurament s'integrà al d'Ilici.
No obstant això, la zona continuà de ser freqüentada, i el topònim degué perviure vinculat al lloc, si efectivament la notícia del Geògraf de Ravenna, el qual esmenta Lucentes, és contemporània (segle vii) i no extreta de fonts més antigues. De fet, Laqant apareix esmentada al pacte de Teodomir (any 713). Durant el domini islàmic, el Tossal de Manises torna a documentar ocupacions, però aquesta vegada no pas un poblat sinó una maqbara. Sembla més probable, doncs, que la Laqant islàmica ja es desenvolupàs a l'altre banda de la Serra Grossa, sota l'actual centre històric, on Lucèntums'hauria traslladat en qualque punt de l'antiguitat tardana (segles iv-viii).

## Descripció

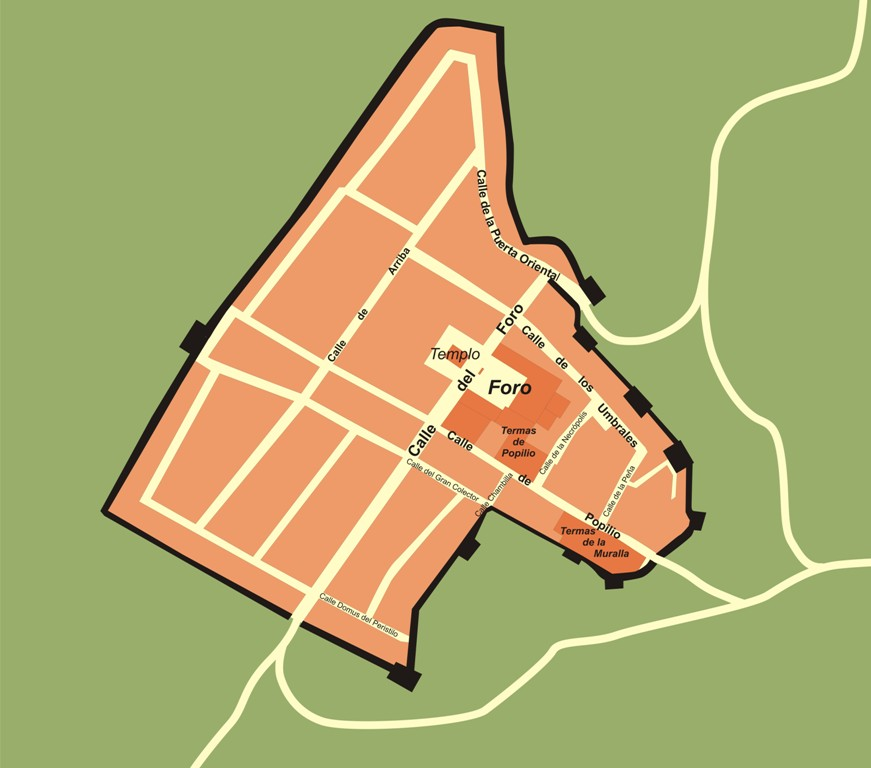
Reconstrucció hipotètica de la planta de la ciutat intramurs sobre el dC

El conjunt arqueològic de Lucèntum ocupa una superfície d'uns 30.000 m². El poblat està tancat en la seua part més accessible per una muralla, de la qual se'n conserven abundants parts. El lloc presenta signes d'ocupació ibèrica i romana, si bé les restes i el material obtingut de les excavacions corresponen a una ciutat romana, especialment des del segle i. El nivell inferior seria coetani a la necròpoli excavada en els anys 30 amb motiu de la construcció de la carretera. Els materials d'aquesta, de gran interés, han sigut publicats i es conserven al Museu Arqueològic Provincial d'Alacant; en destaquen els peveters (amb una excel·lent col·lecció al museu) alguns amb formes curioses; ceràmiques ibèriques amb decoració geomètrica, com el vas dels genets; d'altres amb representacions d'aus i peixos, restes escultòriques, joies, collars de pasta vítria, amulets d'origen egipci, terracotes, fusaioles, armes, etc. Entre les joies, destaquen tres arracades (procedents de les tombes F81 i F142) de possible ús masculí i que suggereixen l'existència d'un taller local, també identificades en altres necròpolis (com el tresoret d'Hellín). La «Koré d'Alacant», actualment en el Museu Arqueològic de Catalunya, podria procedir d'aquest jaciment.

### El jaciment

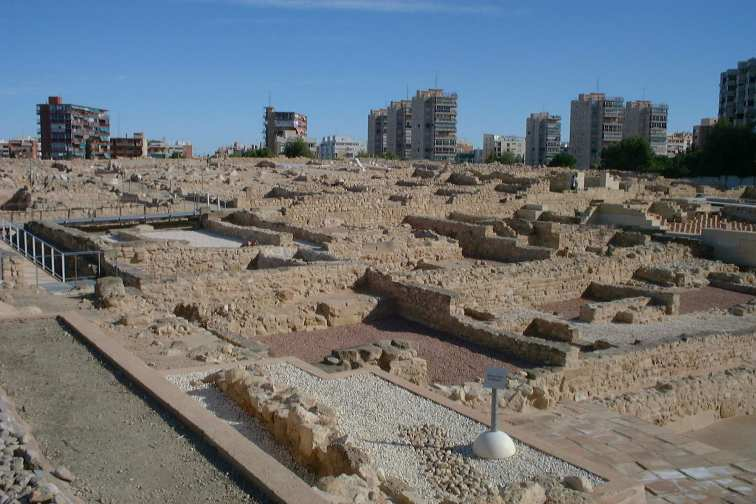
Planta general del conjunt arqueològic de Lucèntum

Les primeres dades que portaren a la localització de l'antiga ciutat de Lucèntum, les va aportar Antonio Valcárcel Pío de Saboya y Moura, comte de Lumiares, que el 1780 afirmava que les restes del Tossal de Manises que ell personalment havia excavat durant anys pertanyien a aquesta ciutat, contradient les afirmacions històriques que deien que la ciutat es trobava fora de l'àmbit local alacantí o que relacionaven altres ciutats antigues amb Alacant. Durant els anys 30 el jaciment va ser excavat per José Lafuente Vidal i Francesc Figueras i Pacheco, que buscaven una ciutat grega i cartaginesa.

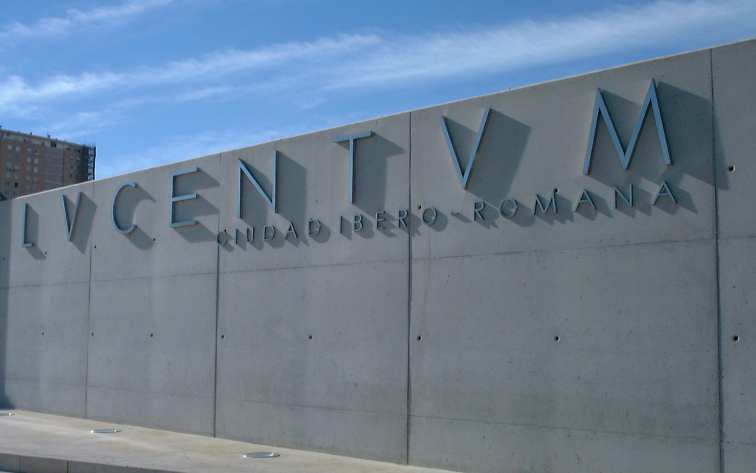
Entrada al conjunt arqueològic de Lucèntum

La ciutat es va trobar a punt de desaparéixer per la forta pressió urbanística i immobiliària de la zona en la dècada dels anys 50. Gràcies a l'acció de l'arqueòloga Solveig Nordström, qui literalment va impedir el pas de les màquines excavadores amb el seu cos, el jaciment finalment es va salvar. El 1961, fou declarat monument historicoartístic, però al preu de quedar-se enclaustrada entre edificis alts que descontextualitzen el conjunt i la perspectiva del que fou una important ciutat romana. Tot i la protecció legal de monument, Lucèntum encara va sofrir d'anys d'abandonament i espoli fins que, en els anys 90, s'inicià un procés seriós per a la conservació i musealització de les restes arqueològiques. La remodelació profunda, dirigida per l'arquitecte Rafael Pérez Jiménez i l'arqueòleg Manuel Olcina Doménech, va ser premiada per la revista d'arquitectura del Col·legi Oficial d'Arquitectes de la Comunitat Valenciana i va suposar la recuperació definitiva de les restes del jaciment. Aquesta recuperació suposà una fita cultural per a la ciutat d'Alacant.
Hui dia, es pot visitar el conjunt arqueològic, on destaquen les restes de la muralla que fortificava l'assentament, així com les bases de les torres defensives preromanes, les termes, el fòrum, part de la necròpoli musulmana i restes de molts habitatges. S'hi pot arribar mitjançant el transport públic a través de la parada del TRAM Metropolità d'Alacant o línies d'autobús. El conjunt és explotat per la Diputació d'Alacant a través del MARQ.